# Caligus praecinctorius
Caligus praecinctorius is een eenoogkreeftjessoort uit de familie van de Caligidae. De wetenschappelijke naam van de soort is voor het eerst geldig gepubliceerd in 2012 door Hayes, Justine & Boxshall.